# Alfonso López Trujillo
Alfonso López Trujillo   (Villahermosa, 8 de novembre de 1935 - Roma, 19 d'abril de 2008) va ser un cardenal colombià de l'Església catòlica Romana i president des de 1990 i fins a la seva mort del Pontifici Consell per a la Família al Vaticà.

## Biografia
Nascut a Villahermosa, Tolima, López Trujillo es va traslladar a Bogotà quan era un nen i va assistir a la Universitat Nacional de Colòmbia abans d'entrar al seminari per convertir-se en sacerdot.[1] Trujillo va completar els seus estudis a Roma, es va doctorar en filosofia per la Universitat Pontifícia de Sant Tomàs d'Aquino (Angelicum) i va completar estudis de sociologia, antropologia i filosofia.
Va ser ordenat sacerdot el 13 de novembre de 1960 i, després d'estudiar a Roma durant dos anys més, va tornar a Bogotà on va ensenyar filosofia al seminari local durant quatre anys. L'any 1968 va organitzar el nou departament pastoral de l'arxidiòcesi de Bogotà, i de 1970 a 1972 va ser vicari general de l'arxidiòcesi. A principis de 1971, el papa Pau VI el va nomenar arquebisbe titular de Boseta i auxiliar de Bogotà.